# Sam Cowell
Pour les articles homonymes, voir Cowell.
Samuel Houghton Cowell dit Sam Cowell, né le 5 avril 1820 à Londres et mort le 11 mars 1864 à Blandford Forum, est un acteur et chanteur de chansons comiques britannique. 

## Biographie
Né à Londres, il était le fils de Joseph Cowell, un acteur britannique qui l'emmène aux États-Unis en 1822. Il fait ses études dans une académie militaire près de Philadelphie et travaille comme enfant acteur aux États-Unis. Il y apparaît pour la première fois à l'âge de neuf ans à Boston dans le rôle de Crack dans The Turnpike Gate, une pièce de Thomas Knight, dans laquelle il chante en duo avec son père When off in curricle we go. Par la suite, il apparaît dans de nombreux théâtres majeurs en Amérique, salué comme « le jeune Roscius américain ». Il est également apparu dans des pièces de Shakespeare, notamment dans Comedy of Errors en jouant l'un des frères jumeaux, avec son père jouant l'autre. 
À l'âge de 20 ans, il retourne en Grande-Bretagne, d'abord à Édimbourg où il devient un acteur à succès travaillant pour son oncle WH Murray, qui y dirige le Theatre Royal et l'Adelphi. Il réussit également en tant que chanteur comique lors des entractes, et, à la fin des années 1840, se concentre entièrement au chant. À mesure que sa carrière se développe, il devient avant tout un artiste de music-hall, interprétant des chansons comiques et des burlesques dans les Song and supper room (en). Les chansons qu'il a rendues célèbres incluent The Ratcatcher's Daughter et Villikins and his Dinah (en),.
Cowell devient extrêmement populaire et la création du music-hall, une nouvelle forme de divertissement, lui est parfois attribuée. Il joue vdeux fois devant la reine Victoria à la cour. Selon l'historien du music-hall Harold Scott, Cowell était « une personnalité dont on se souvient très bien… [qui] se classe… parmi les plus grands représentants du divertissement ».
Il fait une tournée dans toute l'Angleterre, organisant un concert presque tous les soirs entre 1857 et 1859. Son emploi du temps le conduit au surmenage et à la dépendance à l'alcool. En 1860, il retourne en Amérique pour faire une tournée, encore une fois avec un emploi du temps très chargé. Sa santé, auparavant solide, commence à se détériorer ; Le journal de sa femme le décrit à un moment donné comme « faible comme un bébé... juste la peau et les os », mais il continue à tourner aux États-Unis et au Canada. Finalement, sa santé défaillante lui rend impossible de continuer à jouer et, en 1863, il est déclaré en faillite. Il déménage avec sa famille pour rester chez des amis à Blandford Forum dans le Dorset, pour récupérer. Mais il meurt en mars suivant. 
Il est inhumé au cimetière de Blandford Forum, où se trouve un monument qui lui a été érigé par ses amis,.

### Vie privée
Il a épousé Émilie Marguerite Ebsworth dont il aura huit enfants. Les deux filles, Sydney Cowell (1846-1925) et Florence Cowell, ainsi que l'un de leurs fils, Joseph, deviendront aussi des acteurs.